# Blackout: Zítra bude pozdě
Blackout, kniha s podtitulem Zítra bude pozdě (německy Blackout – Morgen ist es zu spät) je katastrofický thriller rakouského spisovatele Marca Elsberga z roku 2012. Česky vyšla v roce 2017 v nakladatelství Omega.
Americký magazín Booklist ji popsal jako eko-thriller částečně ve stylu bestsellerů Dana Browna. Autorovi přinesla celosvětový úspěch.
Román líčí masivní výpadek dodávky elektřiny (blackout) způsobený kybernetickým útokem, který se rozšířil po celé Evropě. Obyvatelé i vlády jednotlivých zemí se najednou potýkají s mnoha problémy včetně hrozících havárií jaderných elektráren. Italský programátor a bývalý hacker Piero Manzano zachycuje jistou stopu, ale zároveň se dostává do hledáčku bezpečnostních služeb.
Děj se odehrává během 24 zimních dnů, je situován přibližně do doby vydání knihy (vyšla na jaře 2012).

## Postavy
- Sonja Angströmová – Švédka, pracuje v Monitorovacím a informačním středisku Evropské unie. Jedna ze čtyř kamarádek mířících na horskou chatu v Ischglu v rakouských Alpách
- Dag Arnsby – zaměstnanec Europolu v Haagu
- p. Bädersdorf – bývalý člen německé lobbystické společnosti Sdružení energetického a vodního hospodářství
- Terry Bilback – pracovník Monitorovacího a informačního střediska Evropské unie
- Lekue Birabi – nigerijský hacker
- Guy Blanchard – člen vedení Centre National d’Exploitation Système (CNES)
- Bernadette a Georges Bollardovi – děti Françoise a Marie
- François Bollard – vyšetřovatel Europolu
- Marie Bollardová – manželka Françoise
- Carlo Bondoni – soused Piera Manzana
- Carsten a Eberhart – řidiči potravinové firmy
- Lara Bondoniová – dcera Carla Bondoniho, je zaměstnána v Evropské komisi v Bruselu. Jedna ze čtyř kamarádek mířících na horskou chatu v rakouských Alpách
- Jeanette Bordieux – dcera francouzského mediálního magnáta, sponzorka mezinárodní skupiny hackerů
- Helge Brockhorst – člen Ohlašovacího a vysílacího střediska v Bonnu
- Volker Bruhns – státní tajemník ministerstva financí SRN
- Valentina Condottová – operátorka italské elektrické přenosové soustavy
- Mario Curazzo – zaměstnanec firmy Enel, jednoho z největších poskytovatelů elektrické energie v Evropě
- Emilio Dani – italský policista
- Helge Domscheidt – zaměstnanec ministerstva hospodářství SRN
- p. Dienhof – vedoucí pracovník ve firmě Talaefer AG
- Bertrand a Annette Doreuilovi – tchán a tchyně Françoise Bollarda
- Hermann Dragenau – hlavní softwarový architekt ve firmě Talaefer AG
- Hernandez Durán – zástupce ředitele oddělení pro kybernetickou kriminalitu a kyberterorismus Brigada de Investigación Tecnológica španělské policie
- Jacub a Maren Haarlevenovi – správci statku poblíž nizozemského města Zoetermeer
- Jürgen Hartlandt – pracovník německého Spolkového kriminálního úřadu
- Curd Heffgen – předseda představenstva jednoho z největších německých provozovatelů přenosových soustav
- p. Christopoulos – Bollardův podřízený
- Siti Jusuf – indonéský hacker
- Eric Laplante – zaměstnanec CNN ve Francii
- Ugo Livasco – italský policista
- p. Lueck – sekční vedoucí ve firmě Talaefer AG
- Piero Manzano – italský programátor a bývalý hacker, hlavní postava
- Isabelle Marpeauxová – manželka Yvese
- Yves Marpeaux – inženýr ve francouzské jaderné elektrárně Saint Laurent, manžel Isabelle
- Phil McCaff – vyšetřovatel britské tajné služby Secret Intelligence Service
- Frauke Michelsenová – náměstkyně ředitele oddělení civilní ochrany a krizového řízení na ministerstvu vnitra SRN
- Zoltán Nagy – ředitel Monitorovacího a informačního střediska Evropské unie
- Herwig Oberstätter – inženýr rakouské říční elektrárny Ybbs-Persenbeug na Dunaji
- Jochen Pewalski – vedoucí systémového řízení sítí společnosti Amprion v řídícím středisku Brauweiler. Přenosová soustava Amprionu je jedna ze čtyř největších elektrických sítí v Německu.
- Helmut Pohlen – spolupracovník Jürgena Hartlandta
- Richard Price – zástupce ředitele amerického Národního protiteroristického centra (National Counterterrorism Center)
- Albert Proctet – vedoucí IT oddělení Centre National d’Exploitation Système (CNES)
- Jorge Pucao – argentinský hacker
- Holger Rhess – německý státní tajemník
- Carlos Ruiz – španělský ředitel Europolu
- Giuseppe Santrelli – operátor italské elektrické přenosové soustavy
- Lauren Shannonová – Američanka, novinářka a kameramanka televizní stanice CNN ve Francii
- p. Solarenti – vedoucí krizového štábu firmy Enel
- Jacques Tampère – prezident Evropské centrální banky
- p. Tedesci – technický ředitel firmy Enel
- Chloé Terbantenová – jedna ze čtyř kamarádek mířících na horskou chatu v rakouských Alpách
- p. Tollé – tajemník francouzského prezidenta
- p. Torhüsen – zaměstnanec ministerstva zdravotnictví SRN
- Alfred Tornau – programátor ve firmě Talaefer AG
- James Turner – zpravodaj CNN ve Francii
- Fleur van Kaaldenová – nizozemská dívka, jedna ze čtyř kamarádek mířících na horskou chatu v rakouských Alpách
- George Vanminster – Američan, dědic průmyslového konglomerátu Vanminster Industries, sponzor mezinárodní skupiny hackerů
- Rolf Viehinger – vedoucí oddělení civilní bezpečnosti na ministerstvu vnitra SRN
- Balduin von Ansen – syn britské šlechtičny a německého bankéře, sponzor mezinárodní skupiny hackerů
- Bernd Wallis – programátor ve firmě Talaefer AG
- James Wickley – předseda představenstva firmy Talaefer AG zabývající se vývojem inteligentních řídících sítí

## Děj
Den 0–1 (pátek, sobota)
Programátor a bývalý hacker Piero Manzano je jednoho únorového pátku v Miláně účastníkem dopravní nehody v důsledku výpadku elektrického proudu, což zapříčiní poruchy semaforů. Blackout se z Itálie a posléze i ze Švédska lavinovitě šíří do dalších evropských zemí. Provozovatelé sítí a dodavatelé energie se snaží stabilizovat elektrickou síť, což se nedaří. Kritická infrastruktura je narušena, na elektrické energii je závislé prakticky vše. Bez ní nefunguje průmysl, zemědělská produkce, veřejná doprava, nádraží a letiště, benzínové pumpy, LPG a CNG stanice, vytápění budov, elektronické pokladny v obchodech, telekomunikační systémy, čističky odpadních vod a většina obyvatelstva nemá přístup k čisté tekoucí vodě.

Manzano dle kódu na chytrých elektroměrech zjistí, že s nimi někdo manipuloval, dálkově je deaktivoval. Své poznatky ohlásí na centrále největší italské elektrárenské společnosti Enel, ale tam je neberou příliš vážně. Manzano se vydá se svým sousedem Carlem Bondonim ve voze Autobianchi A112 za jeho dcerou Laurou Bondoniovou, která pracuje pro Evropskou komisi a momentálně je na dovolené v Ischglu v rakouských Alpách. Zde ji najde i s kamarádkou Sonjou Angströmovou, díky níž se informace dostanou k francouzskému vyšetřovateli Europolu Françoisovi Bollardovi. Konečně se potvrdí domněnka Piera Manzana, že nešlo o náhodnou poruchu. Italská rozvodná síť se stala obětí kybernetického útoku. Firma Enel dokáže označit adresy chytrých elektroměrů, které byly napadeny jako první.
Den 2 (neděle)
Italská protiteroristická jednotka Nucleo Operativo Centrale di Sicurezza prověří nahlášené adresy, stejně postupují i jejich kolegové ze Švédska. Bezpečnostní služby nyní operují s možnostmi teroristického útoku a kriminálního či dokonce válečného aktu.
Bollard dostane od ředitele Europolu Carlose Ruize příkaz spolupracovat s Manzanem, což se mu příliš nezamlouvá. Nerozlišuje hackery na white hats a black hats, podle něj jsou všichni stejní. Navíc Manzaniho podezírá. Pro Piera Manzana se Sonjou Angströmovou přiletí do Ischglu vrtulník a dopraví je do Haagu, kde se programátor zúčastní schůzky Europolu. Přispěje s návrhem zkontrolovat a porovnat dodavatele specializovaného softwaru SCADA pro řízení elektráren, přesto Bollard nechá Manzana pro jistotu sledovat. Země vyhlašují nouzový stav.
Den 3–4 (pondělí, úterý)
Americká novinářka CNN Lauren Shannonová cestuje z Paříže do nizozemského Haagu (sídlo Europolu), aby zjistila více informací o příčinách blackoutu. Mezitím začínají mít některé evropské jaderné elektrárny problémy s chlazením reaktorů – český Temelín, finská Olkiluoto, francouzské Tricastin a Saint Laurent. Shannonová se setká s Manzanem, který jí poskytne své znalosti problematiky. Reportérka zjištěné informace zveřejní, což staví do nepříliš příznivého světla vlády evropských zemí, které je doposud tajily.

IT experti zjistili, že softwarové SCADA systémy mnoha elektráren byly napadeny počítačovými viry. Útoky na energetickou síť pokračují, tentokrát i v podobě fyzického ničení rozvoden a transformátorů. Elektrárna Saint Laurent začíná mít vážné problémy s chlazením jaderného reaktoru, musí upouštět radioaktivní páru do ovzduší a nakonec v ní dojde k havárii o vysokém stupni škály INES – výbuchu.
Den 5 (středa)
Okolí elektrárny je evakuováno. Manzano přijde na to, že většina napadených elektráren v Evropě využívá SCADA software od německé firmy Talaefer AG. Předestírá otázku, zda někdo z útočníků nepochází ze struktur firmy. Bollard jej nechá přidělit k vyšetřovateli německého Spolkového kriminálního úřadu Jürgenu Hartlandtovi, aby se podílel na kontrole v Talaefer AG v Ratingenu. Hartlandt nechá hledat zaměstnance, kteří v této technologické firmě z různých důvodů absentují.

Lidé mohou platit za zbytky služeb pouze hotovostí. Možnost výběru v bankách se snížila na 100 eur na osobu a den.
Den 6 (čtvrtek)
Elektrické sítě se staly terčem útoků i v USA. Původně útočníci plánovali zasáhnout oba kontinenty euroatlantické civilizace současně, kvůli zero days se americká akce zpozdila. Manzano již útočníkům narušuje plány, proto na něj nachystají past, která jej učiní nedůvěryhodným v očích bezpečnostních služeb. Bollard vydá rozkaz k jeho zadržení v Německu.

V Berlíně probíhá krizová schůze Severoatlantické aliance. Blackoutem nezasažené země jako Rusko, Pákistán, Indie, Jihoafrická republika, Japonsko, Izrael a další nabízejí pomoc. Italský premiér nabádá k obezřetnosti před čínskou a ruskou pomocí, dokud se neprokáže, že tyto země nestojí za kybernetickými útoky.

Přes veškerou snahu výrobců a dodavatelů elektrické energie se nedaří síť ve větším rozsahu obnovit. Zásoby potravin, paliv a léčiv docházejí a ve městech se objevuje rabování. Prvotní solidarita mizí a začínají se uplatňovat zákony džungle – silnější přežije.
Radioaktivní mrak se blíží k Paříži.
Den 7 (pátek)
Ve Španělsku proběhne vojenský puč a armáda se chopí vlády. Piero Manzano za pomoci americké novinářky Lauren Shannonové německým kriminalistům uteče. Vydávají se společně do belgického Bruselu, ale za Kolínem nad Rýnem jim zloděj ukradne automobil.
Den 8 (sobota)
Hermann Dragenau vystupující i pod jménem Charles Caldwell, hlavní softwarový architekt ve firmě Talaefer AG, byl nalezen mrtev na dovolené na indonéském ostrově Bali. Bezpečnostní služby zjistily, že sabotoval řídící software. Pro kyberzločince představoval riziko prozrazení a tak jej odstranili. Mezinárodní krizové týmy zjistili, že jejich komunikační systémy byly nabourány.

Manzano se Shannonovou si stopnou dodávkový automobil potravinové firmy, ale poblíž německého města Cáchy je přepadnou neznámí zakuklenci a zmocní se auta. Přepady jsou nyní na denním pořádku.
Den 9 (neděle)
Ruská letadla distribuují humanitární pomoc do zemí západní, střední a severní Evropy, jižní Evropu zásobují zejména egyptská a turecká letadla. V případě zásobování Berlína se pamětníkům vybavila opačná situace – ruská blokáda západní části města na konci 40. let 20. století a spojenecké letecké dodávky potravin a zboží tzv. rozinkovými bombardéry. V Německu začíná mít vážný problém jaderná elektrárna Philippsburg. Poblíž Schweinfurtu zasáhnou jednotky GSG9 proti třem spiklencům zakládajícím žhářské útoky, přežije jen jedna osoba, která může poskytnout bezpečnostním silám svědectví. Ty už mají tip na argentinského hackera Jorgeho Pucaa, který inklinoval k anarchoprimitivismu.

Piero Manzano se se Shannonovou dostane vlakem do Bruselu, kde využije známosti se Sonjou Angströmovou pracující v Monitorovacím a informačním středisku Evropské unie. Manzano použije přístup k internetu a nabourá se do komunikace teroristů. Než stačí zjistit více podrobností, je spolu s Angströmovou a Shannonovou zatčen.
Den 10 (pondělí)
Díky vzpouře a následnému požáru ve věznici se trojici protagonistů podaří utéci. Další věznice propouštějí vězně na svobodu kvůli nedostatku bachařů a potravin. Jsou mezi nimi i nenapravitelné kriminální živly, zloději a vrahové. Ani zoologické zahrady nejsou schopny se dále starat o zvířata, mnoho z nich včetně velkých šelem uprchne, jiná se stávají oběťmi hladovějících lidí.
Manzano odhalí další informace o teroristech a kontaktuje Bollarda. Spolu se Shannonovou cestuje za ním do Haagu.
Havárie hlásí další jaderné elektrárny – německá JE Brokdorf, francouzská JE Fessenheim a česká JE Temelín. Všude kvete černý trh a veřejné instituce slábnou, dochází k samozvaným výkonům práva. Po Španělsku proběhly vojenské puče i v dalších jihoevropských zemích Portugalsku a Řecku. Dav nespokojených lidí napadne nizozemský parlament Binnenhof a podpálí jej.
Někteří váleční jestřábi z NATO obviňují Čínu z hybridní války a zvažují odvetu.
Den 11–12 (úterý, středa)
Tajné služby vystopují základny teroristů v tureckém Istanbulu a v mexickém Ciudad de México. Je to mezinárodní skupina hackerů a dalších osob, co mají za cíl s využitím útoků na elektrické sítě zničit kapitalismus a nastolit spravedlivější světový řád. Doufají, že občané budou za vzniklý chaos vinit vlády a svrhnou je. Speciální jednotky podniknou razii na obě základny současně a zatknou většinu teroristů. Někteří, Jorge Pucao a Siti Jusuf, však stále unikají.
Zemřelí jsou pohřbíváni do masových hrobů. Často jde o lidi, kterým se nedostalo zdravotní péče. Specialisté opravují řídící software elektráren, aby mohly být postupně nastartovány.
Den 13–14 (čtvrtek, pátek)
Elektrické sítě se postupně daří stabilizovat a krizové štáby řeší otázky blízké budoucnosti. Počáteční úlevu a nadšení obyvatel brzy vystřídá hněv a volání po zodpovědnosti. Bude potřeba obnovit dodávky potravin a léčiv, zajistit zásobování vodou, zkoordinovat úklidové činnosti atd. Dopady na ekonomiku zasažených zemí budou drastické.
Mezitím Manzano zjistí, že si útočníci pro případ zatčení pojistili své akce kódy, které je třeba v systémech pravidelně zadávat, aby nenapáchaly další škody. Právě když je na stopě jednoho z kódů, do hotelového pokoje vtrhne Jorge Pucao a vezme přítomné za rukojmí. Vysvětluje pohnutky teroristické skupiny, které byl členem. Manzano ho s pomocí Shannonové, Angströmové a Carla Bondoniho odzbrojí, ale je přitom poraněn. Z posledních sil stačí předat Europolu informace o škodlivém kódu, načež ztratí vědomí.
Den 19 (středa)
Bollard je vyznamenán za úspěšné vyšetřování, očekává se jeho povýšení. Před kamerami děkuje svým spolupracovníkům.
Den 23 (neděle)
Manzano se zotavuje ze zranění. Výslechy teroristů pokračují a dopadeni byli i jejich sponzoři. Evropa i USA se vzpamatovávají z následků útoků. Havárie jaderných elektráren a chemických podniků udělaly z rozsáhlých území neobyvatelné oblasti. Kvůli zruinovaným ekonomikám se očekává tvrdá hospodářská krize. Miliony lidí přišly o život. Přibývá protestů a demonstrací proti vládám, které nejsou schopny zajistit dostatečně rychle lepší občanské poměry.

## Filmová adaptace
V září 2020 začalo natáčení německého 6-dílného seriálu Blackout podle Elsbergovy literární předlohy. Natáčelo se v Německu, Itálii a severní Africe. V hlavní roli italského programátora Piera Manzana se představil německý herec Moritz Bleibtreu.
Seriál byl představen v říjnu 2021 na streamovací službě Joyn PLUS+. Televizní premiéra proběhla od 26. ledna do 9. února 2023 na stanici Sat.1.
| „                                                    | Pandemie koronaviru nám všem ukázala, jak křehký je celý náš svět, jak rychle se může náš život obrátit naruby. Totální blackout by měl mnohem rozsáhlejší okamžité důsledky. | “ |
| — Quirin Berg, producent seriálu Blackout, září 2020 | |   |